# Alexandra Braun
Alexandra Braun Waldeck (Caracas, Distrito Capital; 19 de mayo de 1983) es una actriz y presentadora de televisión venezolana.

## Biografía
Alexandra Braun es una actriz venezolana descendiente de madre alemana y padre venezolano. En 1999 comenzó su carrera, a los 16 años de edad, como modelo en un comercial de una bebida refrescante.   
En junio de 2005 gana el título de Sambil Model, tres meses más tarde participa en el Miss Venezuela 2005, como representante del estado Nueva Esparta, y quedó en la posición de primera finalista, obtuvo la banda de Miss Elegancia y fue designada como Miss Venezuela Tierra 2005. En noviembre del mismo año gana el concurso de belleza internacional Miss Tierra, en Filipinas.  
En mayo de 2007 comenzó a trabajar en la televisión venezolana en el Canal i. Allí realizó diferentes programas tales como "I que decir", "Mujerones" y "Las Bellas y la Bestia". En el año 2011 asume la producción y conducción de su propio programa "Gente como Uno" el cual compartía con su hermana gemela Karina Braun. En ese año emprende el mismo formato en el programa de radio de la emisora Play 95.5 FM llamado "Por Partida Doble".
En 2011 recibe la propuesta para protagonizar la película venezolana "Hasta que la muerte nos separe", de Abraham Pulido, y comienza su carrera como actriz en el cine. 
Inició su primer trabajo en teatro con la obra ¨Boeing Boeing¨ de Marc Camoletti interpretando el personaje de la aeromoza norteamericana Gloria Hawkins, compartiendo con los actores Javier Vidal, Karl Hoffman y Marcos Moreno, dirigido por Tullio Cavalli en agosto de 2013 en el Teatro Santa Fe, en Caracas.  
En mayo de 2014 recibe la propuesta del canal venezolano, Venevisión, para ser la contrafigura y villana de la novela "Amor Secreto" (versión de la telenovela "Inés Duarte Secretaria") en el personaje de Alejandra Altamirano.